# Дернаки
Дернаки (укр. Дернаки) — село в Яворовской городской общине Яворовского района Львовской области Украины.
Население по переписи 2001 года составляло 143 человека. Почтовый индекс — 81043. Телефонный код — 3259.